# Erich Bockenauer
Hermann Erich Bockenauer (* 21. April 1904 in Weißensee; † 8. September 1985 in Berlin-Weißensee) war ein deutscher Turner und Mitglied der Deutschlandriege.

## Wirken
Bockenauer startete für die Turnvereinigung Weißensee (auch Männer-Turnverein Neu-Weißensee 1882 e.V.), die er ab 1929 mit seinen Siegen über die Grenzen Deutschlands hinaus bekanntmachte, und war Betreiber eines nach ihm benannten Sportgeschäfts in Berlin-Weißensee.
Bockenauer war Berliner und Brandenburger Meister im Kunstturnen und nahm als solcher an den Deutschen Turnmeisterschaften 1931 teil. In einem Bericht der Ostthüringer Zeitung wird er als Sieger dieser Meisterschaften erwähnt, was jedoch nicht mit dem Meistertitel gleichzusetzen ist (Meister wurde Kurt Krötzsch). Am 2. Mai 1932 war er unter den namhaften Kunstturnern, die ihr Können beim „Schönheits-Werbeturnen“ am Landestheater Altenburg unter Schirmherrschaft des Turnklubs Altenburg zeigten. Er gehörte auch zu den Teilnehmern des Drei-Städte-Turnens Berlin-Hamburg-Leipzig.
1934 gehörte er zu den 65 deutschen Bewerbern um die Turnweltmeisterschaften in Budapest. Im September des gleichen Jahres turnte er anlässlich der 90-Jahr-Feier des Kieler MTV als Mitglied der Deutschlandriege in der Nord-Ostseehalle in Kiel.
Sein Sohn ist der Eiskunstläufer Bodo Bockenauer.